# 紹里亞山

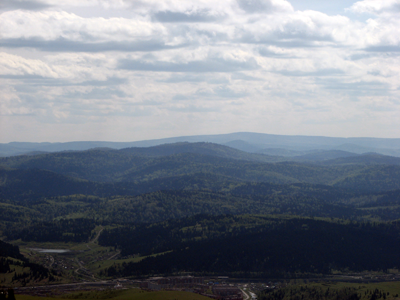
從遠處眺望紹里亞山

紹里亞山是俄羅斯的山峰，位於西伯利亞南部，屬於阿爾泰山脈的一部分，由克麦罗沃州負責管轄，北面城鎮有梅日杜列琴斯克、梅斯基和奧辛尼基。